# ヘルベルト・サンドベリ
ヘルベルト・ルードヴィグ・サンドベリ（Herbert Ludwig Sandberg, ドイツ語ではヘルベルト・ルートヴィヒ・ザントベルク、1906年2月26日 - 1966年1月7日）は、ドイツ出身のスウェーデンの指揮者。
ブレスラウ（現ポーランド領ヴロツワフ）の出身。7歳の頃より地元の音楽院でユリウス・プリューヴァーに師事する。1919年からベルリンでレオ・ブレッヒに指揮法を師事し、1923年からベルリン国立歌劇場の練習指揮者となり、ブレッヒやブルーノ・ワルターらの下振りで経験を積んだ。1926年にストックホルム王立歌劇場の指揮者陣に加わり、歌劇場付属の音楽学校で教鞭を執るようになった。1933年にスウェーデンに帰化してから同歌劇場の準指揮者となり、1946年には宮廷楽長の称号を得た。1964年からマルメ市立歌劇場の音楽監督を務めた。ストックホルム王立歌劇場時代には、ラーシュ＝エリク・ラーション、ナタナエル・ベルイ、テューレ・ラングストレムらのオペラを積極的に手掛ける一方で、ドイツ・オペラの台本をスウェーデン語に翻訳するなど、ドイツ・オペラの紹介にも取り組んだ。一方でバイエルン国立歌劇場、ハンブルク国立歌劇場など、ドイツの主要な歌劇場やベルリン放送などへの客演もたびたび行った。
ダンデリードにて死去。

## 註
1. ↑  http://sok.riksarkivet.se/sbl/Presentation.aspx?id=6331
2. ↑  http://www.musicweb-international.com/classrev/2004/July04/German_conductors.htm
3. ↑  http://ml.naxos.jp/artist/59639
4. ↑  サンドベリは1939年にブレッヒの娘リーゼルと結婚している。